# Die Lollies
Die Lollies ist eine Partyband aus Reutlingen.

## Biographie
Die Band wurde 1993 im Kreis Reutlingen gegründet, und im selben Jahr veröffentlichte sie ihre erste Single Feuer und Flamme. Zwei Jahre später lernten sie die Band Fools Garden kennen, mit der sie ihre zweite Single produzierte.
Das von den Lollies umgeschriebene und als Partyschlager veröffentlichte Lied Wahnsinn, im Original von Wolfgang Petry, stand unter dem Titel Hölle, Hölle, Hölle fünf Wochen in den Top 100 der Media-Control-Charts.
Es folgten über 80 Radio- und Fernsehauftritte, unter anderem traten die Lollies mehrmals im ZDF-Fernsehgarten und bei Immer wieder sonntags auf. Der Südwestrundfunk produzierte zwei Reportagen über das Leben der Partyband. Auch in der Show Ballermann Hits bei RTL2 sowie der ZDF Hitmixparty und der MDR Hitsommernacht hatte die Band Auftritte.
Nach einigen Jahren und weiteren Singles und Alben schrieben die Lollies ein Lied zur Fußball-Europameisterschaft 2008 mit dem Titel Adler auf der Brust, mit dem sie Platz 64 der Charts erreichten. Ein Jahr später belegte ihr Titel Arsch im Sand Platz 72.

## Diskografie

### Alben
- 1994: Null Problemo
- 1998: Hölle, Hölle, Hölle – Das Album
- 2000: Einmal Wolke 7 und zurück
- 2001: Das Leben is fett
- 2004: Lollies Live
- 2006: Lollywood
- 2007: Live Hits – Tour 2007
- 2009: Mittendrin
- 2011: 18 Jahre On Tour! Live In Stuttgart!
- 2013: 20 Jahre Lollies – Best Of!
- 2018: Wir sind nicht alt (...seh’n nur so aus) – 25 Jahre Lollies
- 2018: 25 Jahre Live – Die Highlights aus dem Jubliäumskonzert

### Singles
- 1993: Feuer und Flamme
- 1996: Trumpettechno (Produziert und geschrieben mit Fools Garden)
- 1996: Wahnsinn (... Hölle, Hölle, Hölle)
- 1998: Lass uns Liebe machen
- 2000: SSV 05 – wir lieben Dich (offizielle Fan-Hymne des SSV Reutlingen)
- 2000: Wenn der Wind wieder weht
- 2001: Wir sind die Sieger
- 2002: Alles aus Liebe
- 2002: Gern haben
- 2003: Das Leben is´ fett
- 2003: Die Sennerin vom Königsee
- 2006: Wenn Du denkst Du denkst, dann denkst Du nur Du denkst
- 2007: Z’ruck zu Dir (Hallo Klaus)
- 2008: Adler auf der Brust
- 2009: Mittendrin statt nur dabei (... dup du du)
- 2009: Arsch im Sand
- 2010: Arsch im Schnee
- 2010: Endlich wieder nüchtern (...das müssen wir Feiern)
- 2013: Aufblaskrokodil
- 2013: Gelbes Schneemobil
- 2014: Irgendwann
- 2015: Irgendwann (DJ-Remix)
- 2017: Besuchen Sie Europa (solange es noch steht) (feat. Geier Sturzflug)
- 2017: Wenn Du denkst Du denkst, dann denkst Du nur Du denkst 2k18 (feat. DJ Ostkurve)
- 2018: Z’ruck zu dir (Hallo Klaus) 2k18 (feat. DualXess)
- 2018: Wir drehen uns im Kreis (mit Chris Metzger)
- 2018: Wahnsinn (Hölle, Hölle, Hölle) 2k18 – Diverse Remixe von DJ Fosco & DualXess
- 2018: Zweite Wahl (Scheißegal) + (Ganz egal) (mit Marco Kloss)
- 2018: Arsch im Sand 2k18
- 2021: Mississippi 2021 (German & English-Version) (Swabian Beatz & Lollies)